# Иванов, Иван (футболист, 1942)
Ива́н Васи́лев Ивано́в (болг. Иван Василев Иванов, 10 апреля 1942, Перник — 26 мая 2006, Варна) — болгарский футболист, игравший на позиции вратаря.
Выступал за клубы «Минёр» и «Черно море». Участник чемпионата мира 1962 года в составе национальной сборной Болгарии.

## Клубная карьера
Уроженец Перника, Иван Иванов начал свою карьеру в местном «Минёре». Дебютировал в чемпионате Болгарии в возрасте 18 лет в сезоне 1959/1960. Свой первый матч он сыграл 8 мая 1960 года в гостях против пловдивского «Спартака», сохранив свои ворота «сухими», а поединок закончился со счётом 0:0. До конца календарного 1961 года он сыграл в общей сложности 34 матча в высшем дивизионе.
В октября 1961 года Иванов был призван на военную службу и играл за команду ВМС «Черно море». 8 октября 1961 года дебютировал за новый клуб и отыграл «на ноль» в матче против плевенского «Спартака» (2:0). Вратарь быстро завоевал место в основном составе команды и пропустил всего один матч до конца сезона, сохранив место в воротах и в следующих двух сезонах.
После окончания службы в ноябре 1963 года вернулся в родной «Минёр». Во время второго пребывания в команде он провёл 38 игр во втором дивизионе — 23 в сезоне 1963/1964 и 15 в сезоне 1964/1965.
В начале 1965 года Иванов снова надел форму «Черно море» и остался с «моряками» в течение следующих 7 лет. Во время своего второго захода в клуб получал меньше игрового времени, поскольку на протяжении всего периода конкурировал с Симеоном Ниновым, ставшего основным вратарём команды в 1963 году. Звёздным часом для Иванова стал сезон 1966/1967, в котором он был основным вратарём и отыграл 25 матчей, сохранив ворота «сухими» в 9 из них. Однако следующий сезон начался для Ивана не очень удачно, и в дальнейшем он был, скорее, резервным вратарём. Всего он провёл 126 матчей за «Черно море» в высшем болгарском дивизионе. В 1971 году неожиданно завершил карьеру в возрасте 28 лет и стал моряком.

## Карьера в сборной
В 1962 году Иванов был включён тренером Георгием Пачеджиевым в состав национальной сборной Болгарии на чемпионат мира 1962 года в Чили, несмотря на отсутствие опыта игры за сборную. Будучи дублёром Георгия Найденова, Иванов на турнире так и не сыграл.
Свой единственный матч за национальную сборную он провел 18 сентября 1963 года против Судана на национальном стадионе имени Василя Левски. Иванов вышел в стартовом составе в товарищеском матче, и в перерыве его заменил Михаил Карушков, а поединок закончился вничью 1:1.
Умер 28 мая 2006 года на 65-м году жизни. Ранее у него была диагностирована почечная недостаточность и необходимость проведения гемодиализа.